# John Vink
John Vink (* 3. Februar 1948 in Ixelles/Elsene in der Region Brüssel) ist ein belgischer Fotograf. Bis 2017 war er Mitglied der Fotoagentur Magnum. Er arbeitet hauptsächlich an langjährigen Projekten.

## Leben und Wirken
1968 studierte John Vink in Brüssel Fotografie an der École de la Cambre (Hochschule für Kunst und Architektur, gegründet 1925 von Henry van der Velde.) 1971 begann Vink als freier Fotojournalist zu arbeiten. Er beschäftigte sich vor allem mit sozialen Projekten in Entwicklungsländern.
In den Jahren 1982 bis 1984 fand er in Italien seine Motive. Anschließend dokumentierte er für das Projekt Wasser für Sahel die Mühen der Bewohner der trockenen Sahelzone um die Wasserwirtschaft. Er fotografierte und filmte dafür zwei Jahre lang in Niger, Mali, Burkina Faso und dem Senegal.
Für diese Dokumentation wurde er 1986 mit dem W.-Eugene-Smith-Preis für Humanistische Fotografie ausgezeichnet.
Von 1987 bis 1993 beschäftigte er sich vornehmlich mit der Situation von Flüchtlingen. Dazu fotografierte er ihre Lager in Indien, Mexiko, Thailand, Pakistan, Ungarn, im Irak, in Malawi, Bangladesch, der Türkei und dem Sudan.
Von 1993 bis 2000 arbeitete er an dem Projekt Peuples d'en Haut, welches das Leben und die traditionellen Kulturen in den abgelegenen Bergregionen von Guatemala, Laos und dem georgischen Kaukasus-Region beschreibt.
Von 1989 an reiste er immer wieder nach Kambodscha. Im Jahr 2000 nahm er dort seinen ständigen Wohnsitz. Er dokumentierte die Roten Khmer; zeigte Versuche, Bildung für alle zu erreichen und machte die Problematik von Landbewohnern ohne Landbesitz mit seinen Fotodokumentationen deutlich.
John Vink wird zitiert: „Ein Fotograf kann die Dinge nur aufzeigen. Verändert werden können sie nur von Menschen allgemein.“
1997 wurde er als Vollmitglied in die Fotoagentur Magnum aufgenommen. Im Jahr 2017 verließ er die Agentur, nachdem diese Geld eines Investors akzeptiert hatte.

## Auszeichnungen
- 1986: W.-Eugene-Smith-Preis für Humanistische Fotografie für die Fotodokumentation Waters for Sahel.

## Schriften
- Mit Christian Caujolle: Italiens 1989 ISBN 978-2903082444
- In Zusammenarbeit mit Ärzte ohne Grenzen: Réfugiés. Verlag: Centre national de la photographie, Frankreich. ISBN 978-2867540899
- Mit Sotahanrith Kong und Frederic Amant: 20 Ans à Phnom Penh, ISBN 978-2862272627